# Gostynin
Gostynin (in tedesco Gasten) è una città polacca del distretto di Gostynin nel voivodato della Masovia.
Ricopre una superficie di 32,31 km² e nel 2004 contava 19 414 abitanti.

## Amministrazione

### Gemellaggi
- Langenfeld, dal 1998[1]